# کی مارومو
کی مارومو (انگلیسی: Kei Marumo؛ زادهٔ ۶ مارس ۱۹۹۲) شناگر شنای موزون اهل ژاپن است.
وی در مسابقات کشوری و بین‌المللی در مجموع برندهٔ ۴ مدال طلا، ۵ مدال نقره، ۶ مدال برنز شده‌است.